# Bertrand Lemoine

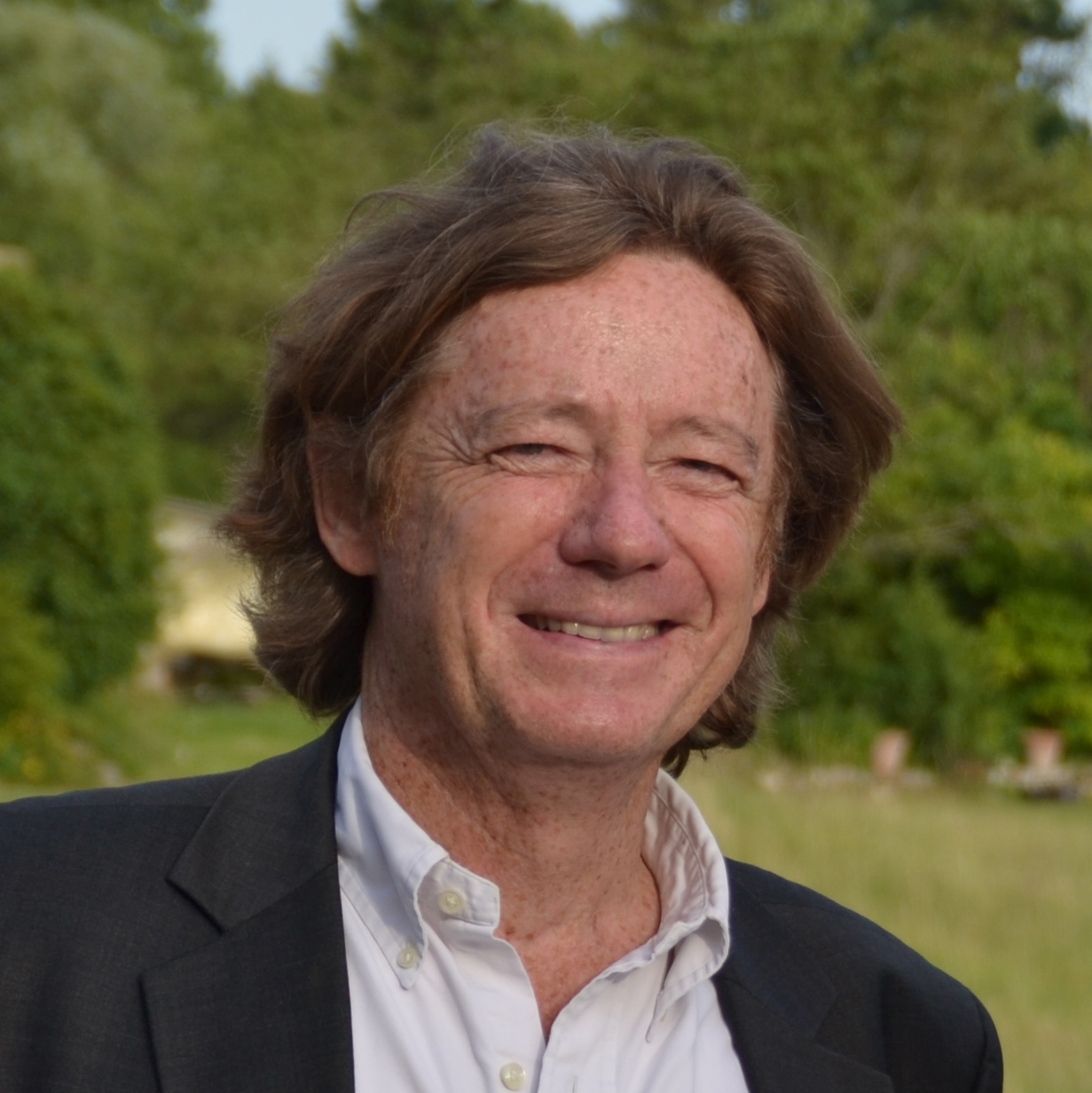
Bertrand Lemoine, 2017

Bertrand Lemoine (* 12. Mai 1951 in Beirut) ist ein französischer Architekt, Ingenieur und Publizist. Er ist Direktor der École nationale supérieure d'architecture de Paris-La Villette und seit dem 10. Februar 2010 Direktor des internationalen Workshops vom Großraum Paris.

## Leben
Lemoine ist ein Absolvent der École polytechnique und der Hochschule für das Bauwesen École des Ponts ParisTech. Als ausgebildeter Architekt und Ingenieur hält er einen Doktortitel in Geschichte, den er an der Universität Paris III erworben hat.
Lemoine ist spezialisiert auf Architekturgeschichte, Geschichte der Eisen- und Metallkonstruktionen des 19. und 20. Jahrhunderts. Er war Herausgeber der Zeitschrift AMC-Le Moniteur Architektur und Acier pour construire und Chefredakteur des Magazins Architecture Acier Construction. Derzeit ist er Mitglied der Akademie der Architektur. Als Professor des Centre national de la recherche scientifique lehrte er die Geschichte der Konstruktion an der École d'architecture de la ville et des territoires in Marne-la-Vallée. Seit 2010 ist er als Direktor des internationalen Workshops vom Großraum Paris tätig.
Lemoine hat als Publizist über 40 Bücher und 400 Artikel auf dem Gebiet der Ingenieursgeschichte, Architektur und der Stadtentwicklung verfasst, unter anderem auch Bücher über Gustave Eiffel und seine Bauwerke. Darüber hinaus hat er zahlreiche Ausstellungen kuratiert.

## Publikationen (Auswahl)
Als Autor
- The Eiffel Tower. Gustave Eiffel: La Tour de 300 Mèters. Taschen Verlag 2008, ISBN 978-3-8365-0903-9.
- Découvertes Gallimard (n° 465): Construire, équiper, aménager : La France de ponts en chaussées, Gallimard 2004, ISBN 978-2-07-031655-7.
- La Tour de Monsieur Eiffel, Reihe Découvertes Gallimard (n° 62), Gallimard 1989, Paris (Frankreich), ISBN 978-2-07-053083-0.
- Die phantastische Geschichte vom Eiffelturm, Éditions Ouest-France 1998, ISBN 978-2-7373-2238-9.

Als Co-Autor
- Paris en Ile-de-France, histoires communes, Editions A&J Picard 2006, ISBN 978-2-7084-0785-5.

## Auszeichnungen
- 1987: Prix Rhône-Alpes du Livre
- 1992: Silbermedaille der Stadt Paris
- 2000: Publikationsmedaille der Académie d'architecture
- 2011: Offizier des Ordre des Arts et des Lettres